# Alexandre Dumaine

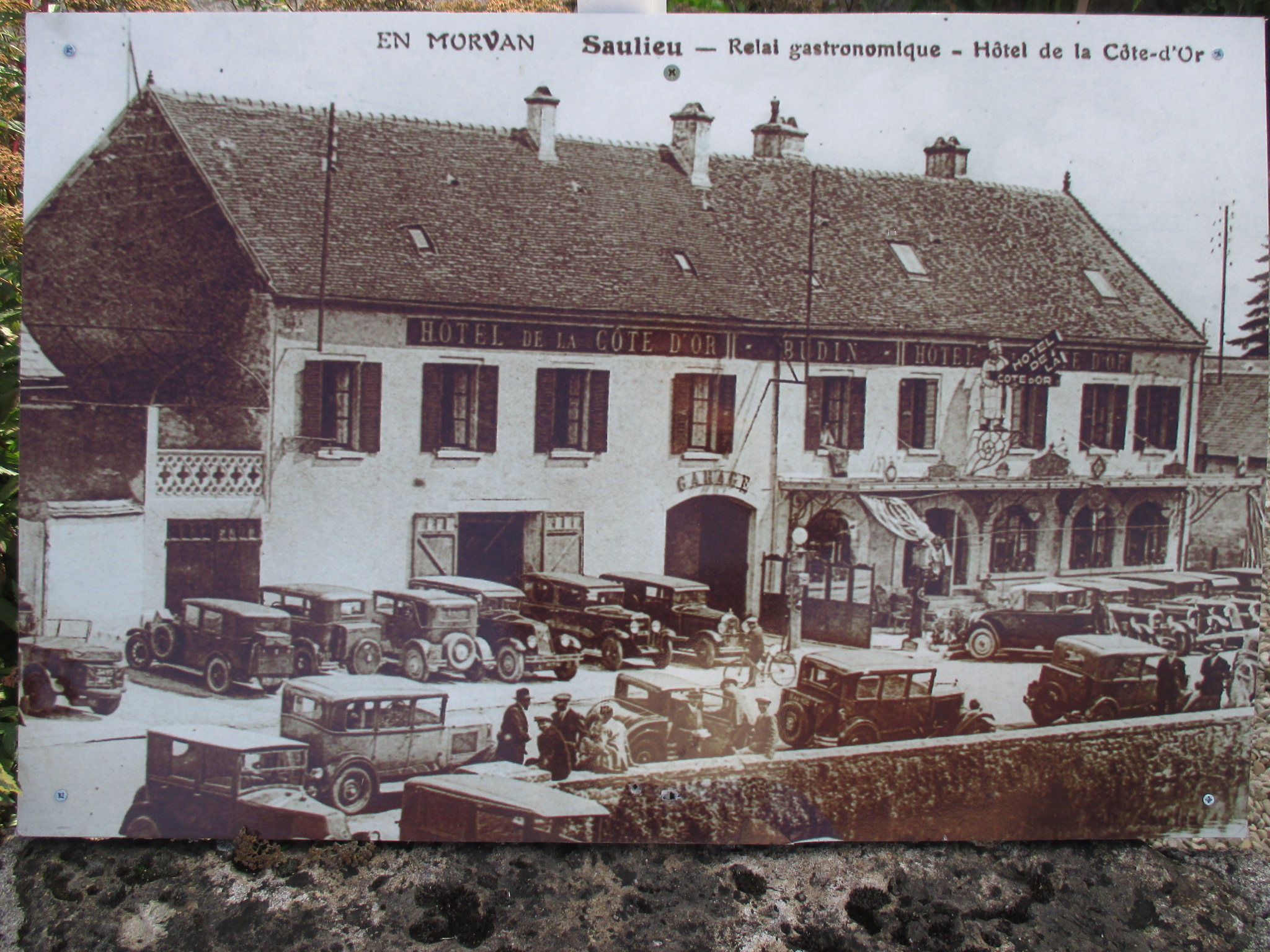
Restaurant La Côte d'Or, Saulieu

Alexandre Dumaine (Digoin, 26 de agosto de 1895-Bourg-en-Bresse, 2 de abril de 1974) fue un cocinero francés. A lo largo de su trayectoria adquirió una notable fama, que le valió ser apodado el «rey de los cocineros».

## Biografía
Aprendió el oficio en el Hôtel de la Poste, en Paray-le-Monial, bajo las órdenes de Louis Bonnevay. Posteriormente, trabajó por temporadas: en verano, en Vichy y, en invierno, en el Carlton de Cannes. A continuación se estableció en París, donde trabajó para el chef Léopold Mourier en el Café de Paris y, seguidamente, para Marius Dutrey en el Elysée-Palace.
Luchó en la Primera Guerra Mundial, donde ganó la Cruz de guerra. Pasada la contienda, entró como chef salsero en el parisino Hôtel Louvois. En 1922 entró a trabajar para la Compagnie Générale Transatlantique, que le encargó la dirección de las cocinas de los Hôtels-étapes de Djurdjura, Biskra y Rouffi, en Argelia.
En 1932 adquirió el Hôtel de La Côte d'Or en Saulieu (actual Relais Bernard Loiseau), que regentó hasta su jubilación en 1963. Junto con su esposa, Jeanne, antigua reportera de Harper's Bazaar y que trabajó como directora de sala, elevaron la categoría del restaurante a grandes cotas. Dumaine desarrolló una cocina regional, basada en los productos de la zona, entre los que destacaban la charcutería, las aves, los lucios, los cangrejos y los vinos de Borgoña. Entre sus platos destacaron los civets, los salmis y el coq au vin. En 1951 consiguieron las tres estrellas de la Guía Michelin.
En 1972 publicó Ma Cuisine, un compendio de sus mejores recetas.